# چراغ بونزن
چراغ بونزن (به انگلیسی: Bunsen burner) یکی از ابزارهای آزمایشگاهی است که به عنوان منبع تولید حرارت و انرژی گرمایی در آزمایشگاه‌ها از آن استفاده می‌شود. این وسیله به افتخار روبرت بونزن(به آلمانی: Robert Bunsen) شیمیدان آلمانی نامگذاری شده‌است. در این وسیله معمولاً از گاز شهری که حاوی هیدروکربن متان است یا گاز کپسول که از هیدروکربنهای پروپان و بوتان تشکیل شده، به عنوان سوخت استفاده می‌شود.

## ساختار
این ابزار فلزی از یک لوله تشکیل شده است که بر روی یک پایه قرار دارد. یک ورودی گاز بر روی بدنه چراغ تعبیه شده‌است که باید شلنگ ورودی گاز به آن متصل شود. شیر تنظیم گاز و همچنین سوراخی که برای تنظیم هوای ورودی بر روی بدنه چراغ قرار دارد از دیگر اجزا اصلی این ابزار است.